# Diario de Lérida (1966-1993)
El Diario de Lérida fue un periódico español editado en Lérida entre 1966 y 1993.

## Historia
El diario fue fundado por Josep Anton Rosell Pujol en 1966, bajo el subtítulo «El periódico interprovincial de la nueva Lérida». Su primer director fue Salvador Gené Giribert. Nació en un contexto en que el diario oficialista La Mañana era la única publicación de la capital y provincia ilerdenses. En 1989 fue renombrado como Diari de Lleida y pasó a editarse en lengua catalana. En ese año tuvo una tirada media de 3.000 ejemplares. Continuó publicándose hasta su desaparición en 1993.